# Битка при Сердика (261)
Битката при Сердика през 261 г. е между узурпаторите на римския император Галиен Авреол и Макриан Старши (подпомаган от сина му Макриан Младши).
През 261 г. Авреол побеждава при Сердика в Тракия двамата Макриани при техния поход от Азия към Рим. Двамата Макриани са убити в битката.
Според Йоан Зонара войската на Макриан преминава в Панонския легион.